# Fattore di integrazione
In matematica, un fattore di integrazione (o anche fattore integrante) è una funzione utilizzata per facilitare la soluzione di un'equazione differenziale, solitamente ordinaria. Consente inoltre di rendere esatto un differenziale non esatto, in modo che sia possibile integrarlo ottenendo un campo scalare. Ad esempio in termodinamica la moltiplicazione per un fattore di integrazione permette di rendere il calore un differenziale esatto.

## Equazione differenziale lineare del primo ordine
Si consideri un'equazione differenziale ordinaria lineare del primo ordine:
{\displaystyle y'+P(x)y=Q(x)}
Il fattore di integrazione per una tale equazione è una funzione {\displaystyle M(x)} data da:
{\displaystyle M(x)=e^{\int P(x')dx'}}
che moltiplicata per tutti i termini della relazione:
{\displaystyle y'e^{\int P(x')dx'}+P(x)e^{\int P(x')dx'}y=Q(x)e^{\int P(x')dx'}}
rende il membro di sinistra, attraverso la regola del prodotto invertita, esprimibile come una singola derivata rispetto a {\displaystyle x}:
{\displaystyle y'e^{\int P(x')dx'}+P(x)e^{\int P(x')dx'}y={\frac {d}{dx}}\left(ye^{\int P(x')dx'}\right)}
sicché l'equazione si semplifica nel seguente modo:
{\displaystyle {\frac {d}{dx}}\left(ye^{\int P(x')dx'}\right)=Q(x)e^{\int P(x')dx'}}
Integrando allora rispetto a {\displaystyle x} si ha:
{\displaystyle ye^{\int P(x')dx'}=\int Q(x)e^{\int P(x')dx'}dx+C}
(dove {\displaystyle C} è una costante arbitraria) e spostando l'esponenziale al membro di destra si ottiene una soluzione generale della ODE:
{\displaystyle y=e^{-\int P(x')dx'}\int Q(x)e^{\int P(x')dx'}dx+Ce^{-\int P(x')dx'}}
Se l'equazione è omogenea, ovvero {\displaystyle Q(x)=0}, si ha:
{\displaystyle y={\frac {C}{e^{\int P(x')dx'}}}.}

### Esempio
Data l'equazione differenziale:
{\displaystyle y'-{\frac {2y}{x}}=0}
in tal caso {\displaystyle P(x)={\frac {-2}{x}}}, poiché:
{\displaystyle M(x)=e^{\int P(x)\,dx}=e^{\int {\frac {-2}{x}}\,dx}=e^{-2\ln x}={(e^{\ln x})}^{-2}=x^{-2}={\frac {1}{x^{2}}}}
Moltiplicando per {\displaystyle M(x)} si ottiene:
{\displaystyle {\frac {y'}{x^{2}}}-{\frac {2y}{x^{3}}}={\frac {y'x^{3}-2x^{2}y}{x^{5}}}={\frac {x(y'x^{2}-2xy)}{x^{5}}}={\frac {y'x^{2}-2xy}{x^{4}}}=0}
e dalla regola del quoziente invertita:
{\displaystyle \left({\frac {y}{x^{2}}}\right)'=0}
ovvero:
{\displaystyle {\frac {y}{x^{2}}}=C}
che fornisce:
{\displaystyle y\left(x\right)=Cx^{2}}

## Uso generale
Si consideri l'equazione non lineare del secondo ordine:
{\displaystyle {\frac {d^{2}y}{dt^{2}}}=Ay^{2/3}}
e sia {\displaystyle {\tfrac {dy}{dt}}} un fattore di integrazione:
{\displaystyle {\frac {d^{2}y}{dt^{2}}}{\frac {dy}{dt}}=Ay^{2/3}{\frac {dy}{dt}}}
Attraverso la regola della catena si possono esprimere entrambi i membri come una derivata:
{\displaystyle {\frac {d}{dt}}\left({\frac {1}{2}}\left({\frac {dy}{dt}}\right)^{2}\right)={\frac {d}{dt}}\left(A{\frac {3}{5}}y^{5/3}\right)}
Quindi:
{\displaystyle \left({\frac {dy}{dt}}\right)^{2}={\frac {6A}{5}}y^{5/3}+C_{0}}
Da cui si ottiene, separando le variabili:
{\displaystyle \int {\frac {dy}{\sqrt {{\frac {6A}{5}}y^{5/3}+C_{0}}}}=t+C_{1}}